# Ahmed Soultan

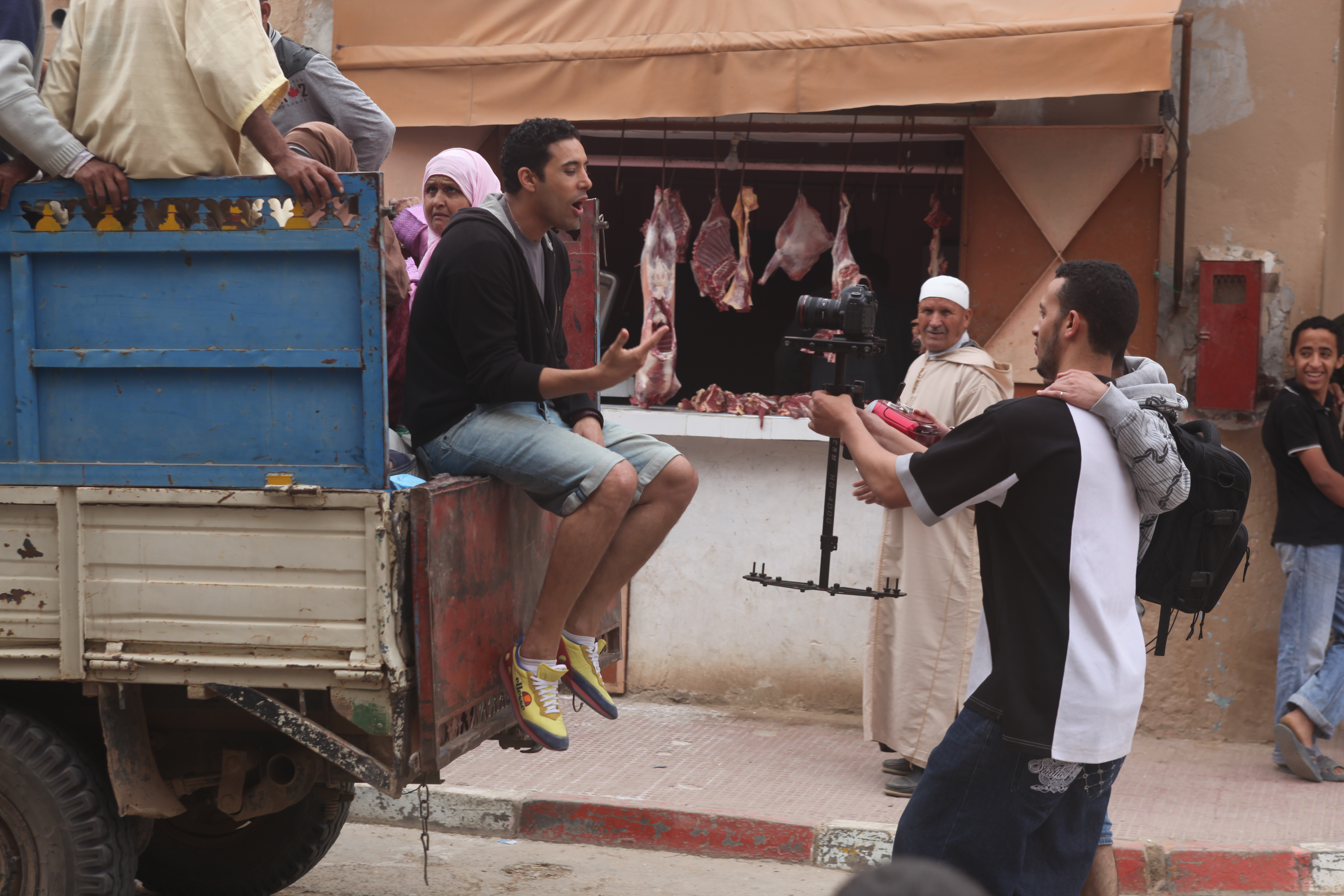
Ahmed Soultan.

Ahmed Soultan (en árabe أحمد سلطان) es un cantante que representa la nueva escena marroquí. Se dice que es "un valor ascendente para la casa discográfica Platinium Music". Su música se califica de universal, de groove y de música árabe urbana, y también de soul.

## Biografía
Nacido en Marruecos, en 1978, en un pueblo de la región de Souss, emigra muy joven en Francia con sus padres, pero conserva estrechos vínculos con su tierra natal. Es en 1997 que se afirma su inclinación artística. Es en efecto en esta época que Ahmed Soultan cruza el camino de dos amigos entrevistados sobre los bancos de la escuela, formando hoy al grupo Afrodiziac.
Se asocia a Kamelancien en me observa me. En su primer álbum Tolerancia Ahmed Soultan compromete una música donde las influencias marroquíes y árabes se mezclan agradablemente a las notas occidentales, de la música pop en particular.
Actualmente está considerado una de las mejores voces marroquíes del Soul junto a la cantante Oum.
Code es el título de su segundo álbum.

## Discografía
- Habibi
- Kain Li
- Give Me your Name
- Koula lila
- Ya Salam
- Regarder Moi! (Feat. Kamelancien)
- Kyane Li
- Kounti Saber
- Ignorance
- Give Me Ur Name Ft. Samira A
- Brother and Sister
- Ya Salam Ft. Afrodiziac (versión en inglés)
- Ya Salam Ft. Afrodiziac
- Shy
- Perdu
- No Matter
- My Woman
- konti m3aya